# Warpie (Jaworzno)
Osiedle Warpie w Jaworznie – osiedle mieszkaniowe położone w dzielnicy Śródmieście.

## Ważniejsze obiekty
- Rezerwat sasanek
- Ogródki działkowe „POD Warpie”
- Stacja energetyczna
- Technikum nr 3 Zespołu Szkół Ponadgimnazjalnych nr 3

## Ulice
- Świętego Wojciecha (część) (główna)
- Północna
- Wapienna
- Wysoka
- Galmany
- Pawia
- Bohaterów Getta
- Francesco Nullo
- Andrija Potiebni
- Jaworznicka (część)